# Schönfeld (Dippoldiswalde)
Schönfeld ist ein Ortsteil der sächsischen Großen Kreisstadt Dippoldiswalde im Landkreis Sächsische Schweiz-Osterzgebirge.

## Geografie

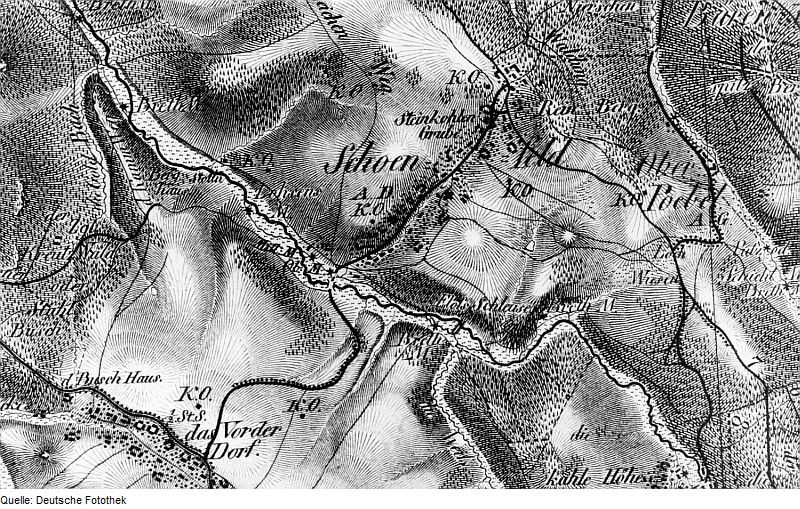
Schönfeld auf einer Karte von Hermann Oberreit (1821)

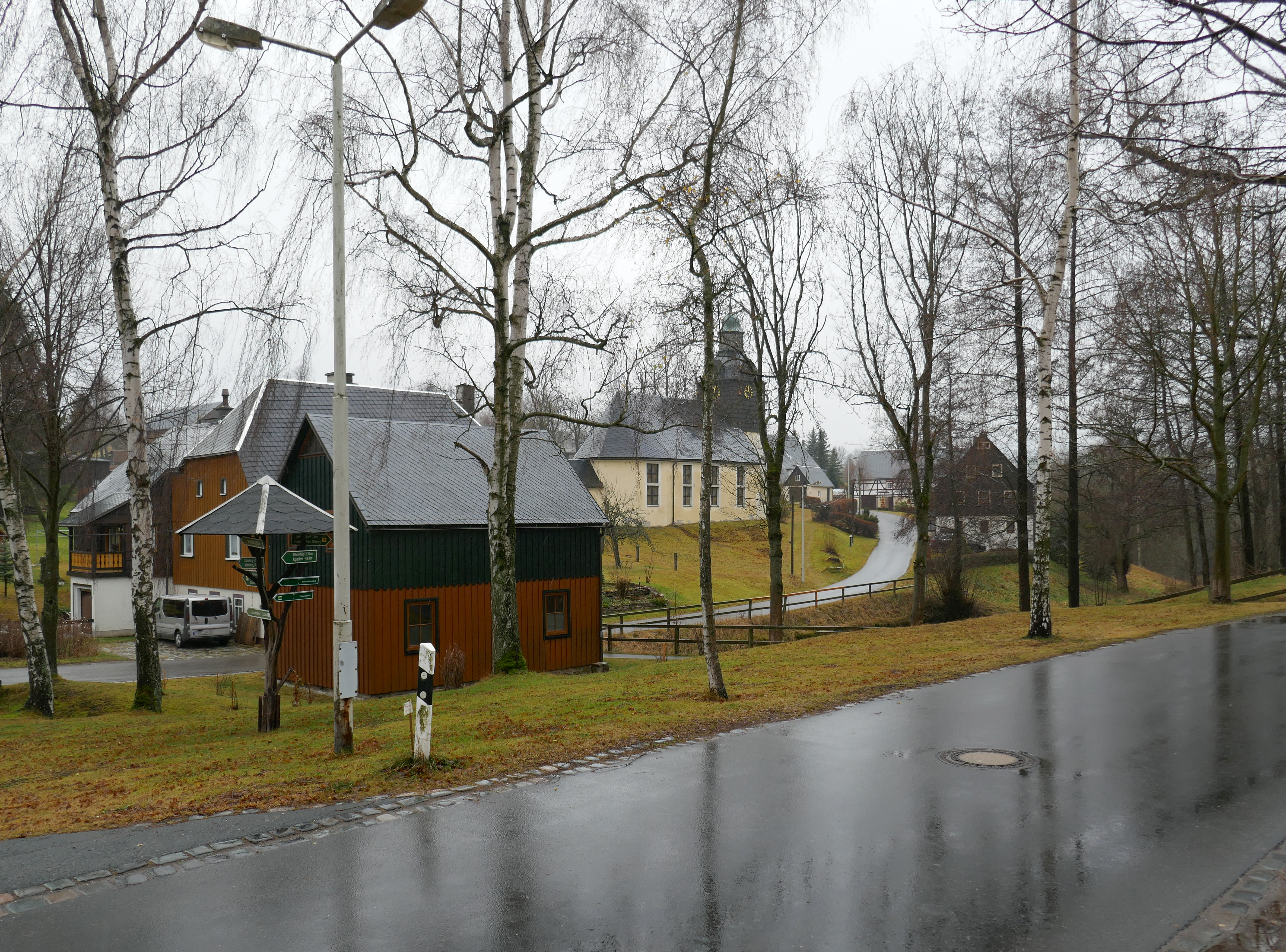
Hauptstraße Schönfeld mit Blick zur Dorfkirche

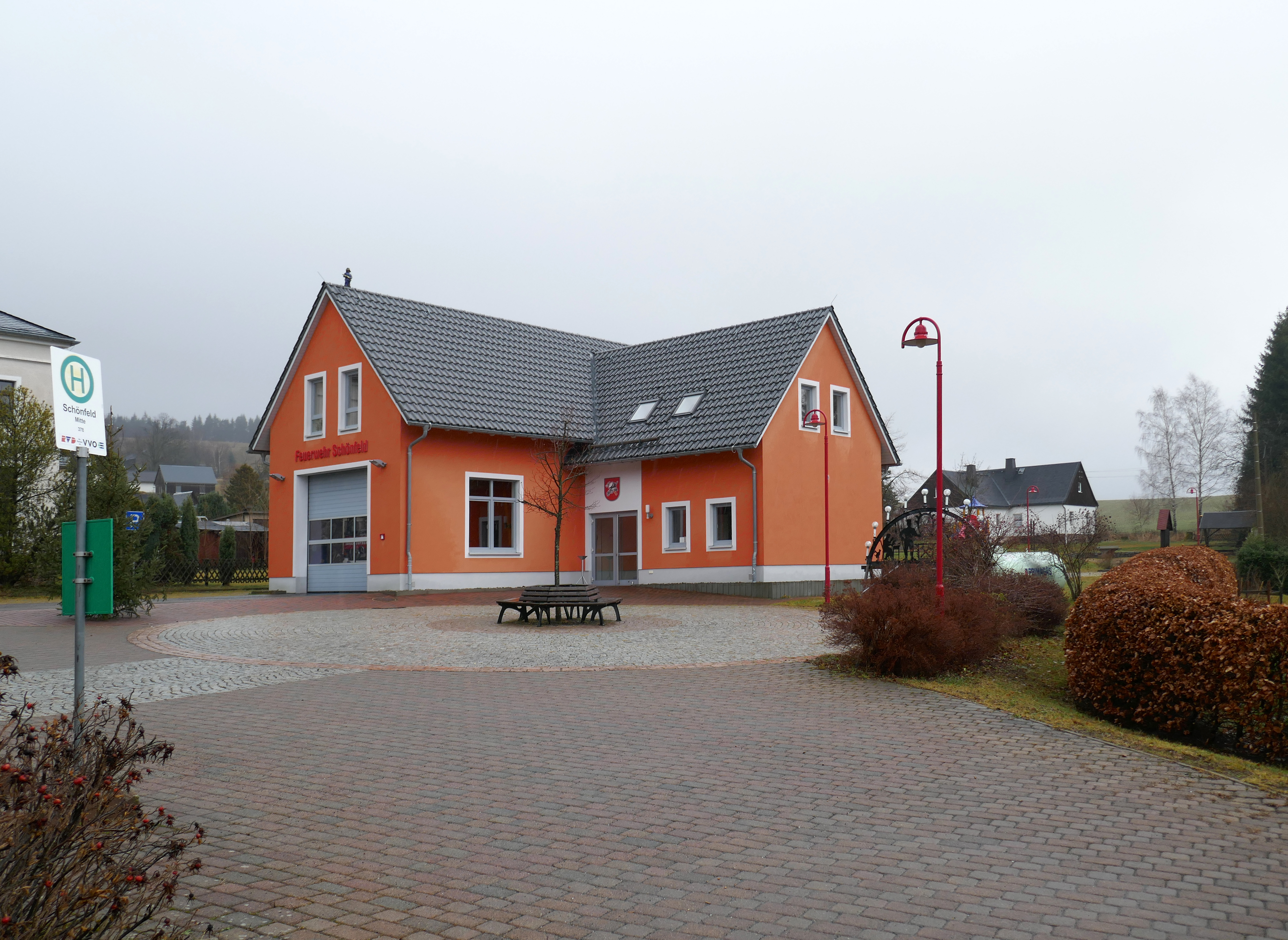
Ortsfeuerwehr Schönfeld (Am Dorfplatz 54)

Schönfeld liegt etwa sieben Kilometer südlich von Schmiedeberg im Osterzgebirge. Westlich von Schönfeld fließt die Wilde Weißeritz in Richtung Dresden. Vorher wird sie von der Talsperre Lehnmühle aufgestaut.

### Nachbarorte
| Ammelsdorf        |                                             | Kipsdorf    |
|                   | Kompassrose, die auf Nachbargemeinden zeigt | Bärenfels   |
| Hermsdorf/Erzgeb. | Seyde                                       | Schellerhau |

## Geschichte
Das Waldhufendorf Schönfeld mit späterem Ortsteil Oberpöbel lagen 1336 im „Districtus Frauenstein“. Die Grundherrschaft wurde vom Rittergut Frauenstein ausgeübt. Um 1647 war Schönfeld zum Amt Frauenstein gehörig. 1856 bis 1875 gehörte Schönfeld dem Gerichtsamt Frauenstein an, später der Amtshauptmannschaft Dippoldiswalde. 1842 betrug die Fläche der Gemarkung 626 Hektar. Die Bevölkerung Schönfelds teilte sich 1925 in 425 Evangelisch-lutherische Einwohner und drei Katholiken auf. Schönfeld wurde 1952 als eigenständige Gemeinde Teil des Kreises Dippoldiswalde, der 1994 in den Weißeritzkreis überging. 1996 erfolgte die Eingemeindung nach Schmiedeberg. Schönfeld wurde im August 2008 Teil des aus dem Landkreis Sächsische Schweiz und dem Weißeritzkreis gebildeten Landkreises Sächsische Schweiz-Osterzgebirge. Seit dem 1. Januar 2014 gehört Schönfeld zu Dippoldiswalde, da Schmiedeberg dorthin eingemeindet wurde.
Schönfeld war bis 2018 staatlich anerkannter Erholungsort.

### Bergbau
In Schönfeld befindet sich eine kleine Steinkohlelagerstätte, die im Pennsylvanium vor etwa 310 Millionen Jahren entstand. Die Inkohlung beruhte dabei nicht auf einheimischen Pflanzen der Waldmoore, sondern aus eingeschwemmten Pflanzenresten der Umgebung. Insgesamt entstanden vier Flöze („Walther-Lager“, „Hauptflöz“, „Jacober Flöz“, „Römer-Lager“) mit Mächtigkeiten von bis zu 2 Metern. Allerdings schwankt die Mächtigkeit sehr stark, sie betrug teilweise auch nur wenige Zentimeter. Zudem enthielten die Flöze auch Verunreinigungen z. B. in Form von Schiefertonen und Kohlenhornsteinen, so dass die Qualität der Schönfelder Steinkohle vergleichsweise gering war. Gute Kohlepartien wiesen einen Heizwert von ca. 29,3 MJ/kg (7.000 kcal) auf.
Der Bergbau begann wahrscheinlich im Jahr 1761 in geringem Umfang, wurde aber aufgrund der mangelnden Qualität nicht durchgehend betrieben. Der Abbau ruhte wiederholt für mehrere Jahre. Verwendet wurde die Schönfelder Steinkohle v. a. im Hausbrand und zur Kalkverarbeitung im Kalkwerk Hermsdorf. Die Erschließung der Lagerstätte erfolgte durch insgesamt sieben Schächte (Hauptschacht war der etwa 50 Meter tiefe „Neuschacht“) und zwei Entwässerungsstollen, von denen der unterhalb der Kirche angesetzte „Tiefe Hilfe Gottes Stolln“ eine Länge von ca. 800 Metern erreichte.
Die Fördermengen des Bergbaus blieben insgesamt bescheiden. In den letzten Betriebsjahren förderte das Anthrazitwerk „Glückauf“  zwischen 1921 und 1937 ca. 141 Tonnen Kohle pro Jahr. Insgesamt sollen bis zur Stilllegung 1937 nur etwa 10.000 Tonnen Kohle aus der Lagerstätte gewonnen wurden sein.

### Entwicklung der Einwohnerzahl
Entwicklung der Einwohnerzahl Schönfelds:
| Jahr | Einwohner                      |
| ---- | ------------------------------ |
| 1551 | 18 besessene Mann, 50 Inwohner |
| 1764 | 19 besessene Mann, 21 Häusler  |
| 1834 | 380                            |
| 1871 | 418                            |
| 1890 | 450                            |
| 1910 | 391                            |
| 1925 | 435                            |
| 1939 | 420                            |
| 1946 | 602                            |
| 1950 | 567                            |
| 1964 | 405                            |

| Jahr | Einwohner |
| ---- | --------- |
| 1990 | 345       |
| 2006 | 231       |
| 2007 | 234       |
| 2008 | 234       |
| 2009 | 231       |
| 2010 | 238       |
| 2011 | 231       |
| 2012 | 235       |
| 2013 | 237       |
| 2014 | 232       |
| 2015 | 249       |

| Jahr | Einwohner |
| ---- | --------- |
| 2020 | 224       |

## Verkehr
Es war geplant, einen Bahnhof in Schönfeld zu errichten. Die Pöbeltalbahn ist aber niemals realisiert worden.